# 1499 az irodalomban
Az 1499. év az irodalomban.

## Megjelent új művek
- Burgosban megjelenik nyomtatásban Fernando de Rojas spanyol szerző műve, La Celestina
- Aldus Manutius velencei nyomdász kiadja a Hypnerotomachia Poliphili (Poliphilus álombeli küzdelmei) című illusztrált könyvet

## Születések
- június 24. – Johannes Brenz német teológus, reformátor († 1570)

## Halálozások
- július 20. – Melchior Russ svájci történetiró (* 1450 körül)
- október 1. – Marsilio Ficino itáliai orvos, filozófus, költő, humanista (* 1433)